# Piano Z (Giappone)
Il Piano Z era un piano sviluppato dai giapponesi durante la seconda guerra mondiale con l'obiettivo di contrastare la flotta statunitense nell'area meridionale del Pacifico. I documenti del piano, a causa di un incidente aereo che uccise l'ammiraglio Mineichi Koga e parte dell'equipaggio, furono persi e caddero in mano nemica.

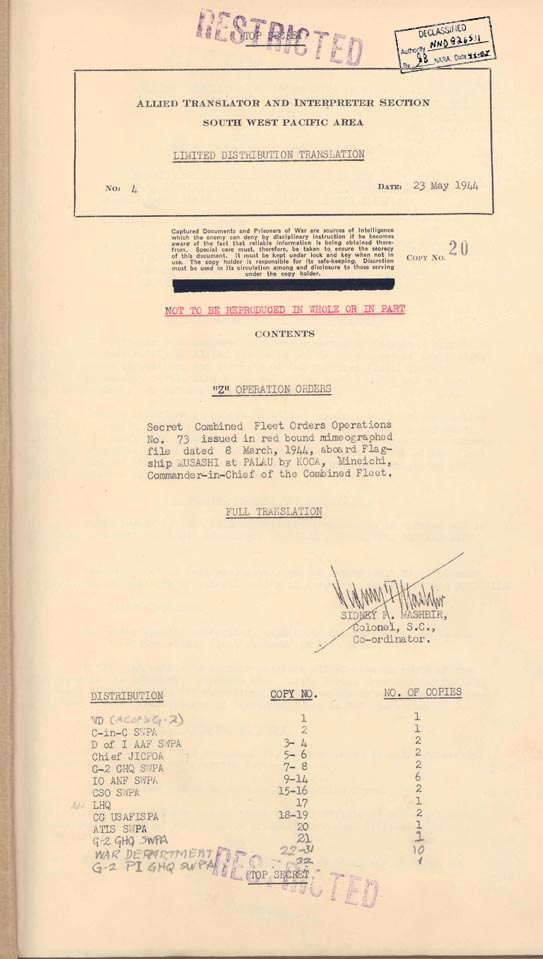
Piano Z

## Antefatti
Koga fin dall'inizio era convinto che l'unica chance rimasta per il Giappone fosse riuscire a sconfiggere la flotta nemica in una grande battaglia decisiva, riflettendo appieno la dottrina della Kantai Kessen. La strategia dell'ammiraglio venne ufficializzata il 25 agosto 1943, con i documenti che i giapponesi denominarono "Piano Z". Questi ultimi delineavano, in modo molto dettagliato, i piani di difesa contro gli attacchi statunitensi ai possedimenti giapponesi del sud Pacifico e contenevano le disposizioni per l'ingaggio della flotta americana.
Koga riuscì ad ottenere l'approvazione per la redistribuzione delle forze navali giapponesi in vista "dell'ultima linea di difesa" stabilita da lui stesso. Inoltre l'ammiraglio fin da subito era intenzionato a dirigere le operazioni non da Tokyo ma direttamente sul campo. Inizialmente scelse Truk (“la Gibilterra del pacifico”) ma poi, in quanto troppo esposta ai continui attacchi nemici, si diresse a Palau, dove avrebbe messo in atto il Piano Z.

## Piano
Per Koga il controllo della zona insulare del sud Pacifico era essenziale per evitare la sconfitta del Giappone, per cui stabilì l'ultima linea difensiva tra Davao e le Isole Marianne. Egli era sicuro, e non sbagliava, che gli americani si sarebbero concentrati o a sud su Davao o altrimenti sulle isole Marianne per aprirsi la strada verso il Giappone.

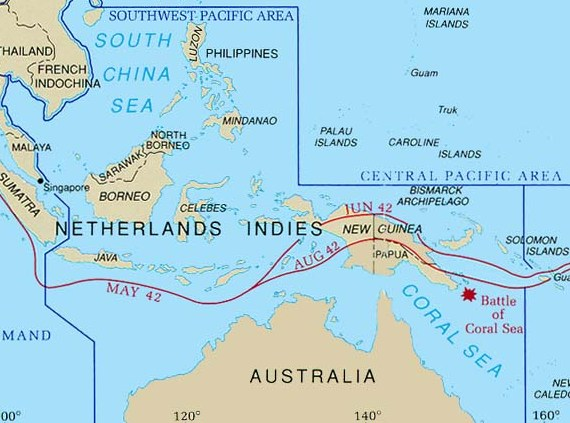
Area del sud ovest del Pacifico. Davao si trova nell'area meridionale delle Filippine.

Già nel trasferirsi a Palau aveva annunciato la decisione di mantenere fino alla morte la linea difensiva tra quella località e le Marianne quindi, se la linea fosse stata perduta, credeva che non ci sarebbe stata nessuna ulteriore chance per il Giappone. Per questo fine scelse 2 basi terrestri da cui avrebbe guidato le operazioni. Se l'attacco successivo fosse arrivato a Nord avrebbe comandato da Saipan, se invece l'attacco fosse stato condotto a Sud, avrebbe comandato da Davao. Qualunque fosse stata la direzione dell'attacco nemico, Koga era determinato a opporre l'ultima resistenza e di conseguenza a morire nell'atto di difendere la linea.
Koga scelse delle basi di terra da cui comandare le operazioni perché i gruppi aerei basati su portaerei della marina erano esauriti e calcolò che le sostituzioni non sarebbero state pronte fino al maggio 1944. La nuova strategia avrebbe utilizzato forze aeree basate a terra come forza principale con le unità della flotta in cooperazione al meglio possibile. L'idea era quindi quella di concentrare tutte le forze navali giapponesi in una sola zona e lanciarle contro la flotta americana durante la loro offensiva. Mantenendo questa rigida linea difensiva col tempo il Giappone sarebbe stato in grado di produrre ulteriori velivoli e di addestrare nuovi piloti.
Arrivato a Palau, Koga ed il suo personale ridefinirono il piano Z, creando la bozza finale per la flotta (operazione segreta della Flotta Combinata, ordine numero 73) il giorno 8 del mese di marzo 1944. Il suo stato maggiore nelle settimane successive produsse anche un importante documento che riportava in modo dettagliato come le unità di superficie ed aeree dovessero annientare la flotta statunitense. Il documento conteneva le informazioni sulle effettive forze disponibili e come dovessero essere posizionate.

## Esito documenti
Koga e lo stato maggiore partirono il 31 marzo 1944 da Palau per dirigersi a Davao dopo che era stata notificata la presenza delle portaerei americane in avvicinamento. I due idrovolanti quadrimotore Kawanishi HSK2 trasportavano lo stato maggiore e documenti molto sensibili fra cui il Piano Z. Nelle vicinanze della destinazione i due aerei furono coinvolti in una tempesta tropicale che provocò lo schianto di entrambi gli aerei e Koga non sopravvisse come altri membri dell'equipaggio.
I giapponesi avviarono una feroce ricerca dei documenti e dell'ammiraglio, che portò anche ad attacchi nei confronti dei civili da parte dell'esercito imperiale. L'alto comando per mantenere la segretezza ordinò di riferirsi al caso con l'espressione “incidente di Otsu”. Il 5 maggio venne ufficializzata dai giapponesi la morte di Koga, fu dichiarato semplicemente come “morto in azione”, senza ulteriori dettagli. Allo stesso tempo fu dichiarata l'assegnazione del ruolo di comandante della Flotta Combinata a Soemu Toyoda; l'ammiraglio rimarrà in carica fino alla fine della guerra.
La scatola contenente i documenti fra cui figurava il Piano Z fu ritrovata su una spiaggia da un civile che si mise in contatto coi guerriglieri locali per consegnarla a loro. A capo dei guerriglieri vi era il tenente colonnello James M. Cushing, che riconobbe immediatamente l'importanza dei documenti e chiese una missione di recupero all'SWPA (South West Pacific Area). L'11 maggio iniziò l'operazione di recupero dei documenti attraverso l'impiego del sommergibile USS Crevalle; per mascherare l'effettiva importanza della missione, essa venne spacciata per una missione di recupero di rifugiati americani, i quali in teoria sarebbero dovuti essere 25.                                                                                                                                                                                                                                Il 21 maggio i documenti raggiunsero Brisbane dove vennero tradotti con urgenza dall'ATIS (Allied Translation and Interpreter Section) e alcuni traduttori nisei. Le copie tradotte vennero inviate a Douglas MacArthur, Chester Nimitz, Raymond Spruance e Marc Mitscher.

## Conseguenze
Soemu Toyoda erediterà il piano Z, lo modificherà solo in parte per renderlo applicabile nella zona delle isole Caroline e delle Marianne occidentali. Il piano includeva come in precedenza l'utilizzo di aerei basati a terra e in aggiunta l'utilizzo di portaerei con hangar vuoti come esca per la flotta nemica. Il resto della flotta di superficie giapponese si sarebbe poi dovuta scontrare per distruggere gli americani. Il piano di Toyoda verrà applicato nella battaglia del Mare delle Filippine e nominato Operazione A-Go. La battaglia delle Marianne si rivelerà un disastro per le forze giapponesi, una sconfitta da cui non si alzeranno più, con un numero di aerei persi pari a 476. Gli americani soprannominarono questa battaglia con “tiro al tacchino delle Marianne” per evidenziare il successo dei caccia americani. Questa grave sconfitta costrinse la flotta giapponese a spostarsi verso ovest.
Non è chiaro però se il recupero del piano Z sia stato essenziale per la vittoria nel Mare delle Filippine, ma secondo gli storici resta una delle maggiori imprese dell'intelligence durante la guerra nel sud-ovest del Pacifico.